# Pyrococcus furiosus
Pyrococcus furiosus ist eine thermophile Archaeenart. Ihre optimale Wachstumstemperatur liegt bei 100 °C. Pyrococcus furiosus ist einer der wenigen Organismen, die das Element Wolfram enthalten.

## Eigenschaften
P. furiosus ist bekannt für sein schnelles Wachstum unter optimalen Bedingungen (Teilungsrate weniger als 40 Minuten). Mikroskopisch stellt er sich als 0,8 bis 1,5 µm große Kokke mit Flagellen dar. Es wächst bei einer Temperatur zwischen 70 und 103 °C und einem pH von 5 bis 9 in einem Medium aus Hefeextrakt, Maltose und verschiedenen weiteren Faktoren. In Gegenwart von Alkohol oder einfachen Zuckern findet kein Wachstum statt.

## Verwendung
Die Proteine aus P. furiosus sind sehr hitzestabil. Daher wird die thermostabile DNA-Polymerase (Pfu-Polymerase, Deep-Vent-Polymerase) aus P. furiosus häufig für die PCR-Analytik eingesetzt, da sie im Gegensatz zur Taq-Polymerase Proofreading-Aktivität besitzt.

## Entdeckung
Das Archaeon wurde erstmals aus anaeroben, geothermal erhitzten Meeressedimenten mit einer Temperatur von 90 °C und 100 °C am Strand von Porto Levante, auf der Insel Vulcano in Italien isoliert. Es wurde erstmals 1986 von Karl Stetter von der Universität Regensburg und seinem Kollegen Gerhard Fiala beschrieben.

## Genom
Das vollständige Genom von P. furiosus wurde 2001 von Wissenschaftlern der University of Maryland sequenziert. Das Genom ist 1.908 Kilobasenpaare groß und codiert für 2.065 Proteine.

## Namensgebung
Pyrococcus ist griechisch (aus „pŷr“ und „kokkos“) und heißt „Feuerbeere“. Der Name bezieht sich auf die runde Gestalt und seine Thermophilie. Das Artepitheton furiosus ist lateinisch für „rasend“ und soll die rasche Teilungsrate andeuten.